# Parc Nacional del Gran Paradiso
El Parc Nacional del Gran Paradiso (en italià, Parco nazionale del Gran Paradiso) és un parc nacional italià situat als Alps de Graies, a la Vall d'Aosta i el Piemont. El parc rep el nom de la muntanya del Gran Paradiso, que es troba dins del parc; és contigu amb el Parc Nacional de la Vanoise, a França. El terreny que abasta el parc va ser inicialment protegit per protegir la cabra dels Alps (Capra ibex) dels caçadors furtius, ja que era un vedat de caça personal del rei Víctor Manuel II.

## Història
A principis del segle XIX, gràcies a la caça, la cabra salvatge alpina va sobreviure a la zona del Gran Paradiso i la Vanoise: hi havia 60 exemplars de cabra salvatge. Les cabres salvatges es caçaven intensivament, en part per esport, però també perquè es creia que  parts del seu cos tenien propietats terapèutiques: es feien talismans amb certs ossos de la cabra per protegir-se contra la mort violenta. A causa de l'alarmant disminució de la població de cabres salvatges, Víctor Manuel, que aviat seria rei d'Itàlia, va declarar la Reserva Reial de Caça del Gran Paradiso el 1856. Els camins traçats per a la cabra salvatge encara s'utilitzen avui dia com a part de 724 quilòmetres de senders marcats i camins de mules.
El 1920, el net de Víctor Manuel II, el rei Víctor Manuel III, va donar els 21 quilòmetres quadrats originals del parc, i el parc es va fundar el 1922. Va ser el primer parc nacional d'Itàlia. Hi havia aproximadament 3.000 cabres salvatges al parc quan es va instituir. La institució del parc va provocar un augment de la població de cabres salvatges, que va arribar als 4.000 el 1933. A la dècada següent, malgrat la presència del parc, un empitjorament de la qualitat de la vigilància sota el govern feixista, la caça furtiva i la Segona Guerra Mundial va provocar una disminució constant de la població de cabres salvatges. El 1945, només en quedaven 419. La seva protecció es va restablir després de la guerra, i l'any 2005 n'hi havia uns 4.000 exemplars.

## Geografia
El parc està situat als Alps de Graies, a les regions del Piemont (a la ciutat metropolitana de Torí) i la Vall d'Aosta, al nord-oest d'Itàlia. Abasta 703 quilòmetres quadrats de terreny alpí. El 10% de la superfície del parc és boscosa. El 16,5% s'utilitza per a l'agricultura i les pastures, el 24% no està conreat i el 40% està classificat com a estèril. El 9,5% de la superfície del parc està ocupada per 57 glaceres. Les muntanyes i valls del parc van ser esculpides per glaceres i rierols. Les altituds del parc oscil·len entre els 800 i els 4.061 metres, amb una altitud mitjana de 2.000 metres. Els fons de les valls del parc estan ocupats per boscos. Hi ha prats alpins a altituds més elevades, i roques i glaceres a altituds més elevades que els prats. El Gran Paradiso és l'única muntanya completament dins d'Itàlia que supera els 4.000 metres d'alçada. El Mont Blanc i el Cerví es poden veure des del seu cim. El 1860, John Cowell va ser la primera persona a arribar al cim. A l'oest, el parc comparteix un límit amb el Parc Nacional de la Vanoise de França, amb qui cooperen en la gestió de la població de la cabra alpina, que es mou pels dos parcs.